# Novi Mikanovci
Novi Mikanovci – wieś w Chorwacji, w żupanii vukowarsko-srijemskiej, w gminie Stari Mikanovci. W 2011 roku liczyła 573 mieszkańców.